# Іохелес Олександр Львович
Олекса́ндр Льво́вич Іохелес (1912, Москва — 1978, там само) — радянський піаніст і музичний педагог. Брат архітектора Євгенія Іохелеса.
Закінчив Музичний технікум імені Гнесіних, потім Московську консерваторію (1932) у Костянтина Ігумнова. Завоював другу премію на Першому Всесоюзному конкурсі музикантів-виконавців (1933).
Був відомий як прихильник розширення репертуару за рахунок рідкісних і складних творів; вперше в Росії виконав Фантазію Клода Дебюссі, Концертіно Артура Онеґґера, «негритянську рапсодію» Франсіса Пуленка. Нерідко виступав з власними транскрипціями — зокрема, в 1947 р. виконав Сонату № 29 «Хаммерклавір» (op. 106) Людвіга ван Бетховена в перекладенні для фортепіано з оркестром. У 1940—1950-ті рр. грав у складі фортепіанного тріо з Марком Затуловський та Герцем Цомиком.
У 1946—1952 рр. професор Тбіліської консерваторії, з 1952 р. професор (пізніше завідувач кафедри фортепіано) Державного Музично-педагогічного інституту імені Гнесіних. Серед учнів Іохелеса, зокрема, Олег Майзенберг, Віра Носіна та Шимон Рухман, які про нього казали:
| Іохелес був музикант Божою милістю. <...> У нього був абсолютно божевільний слух, геніальна пам'ять, він міг несподівано підійти до рояля і зіграти всю Третю симфонію Скрябіна від початку до кінця (напам'ять)[2]. |